# Luther Wright
Luther A. Wright Jr. (Jersey City, Nueva Jersey; 22 de septiembre de 1971) es un exjugador de baloncesto estadounidense que jugó durante una temporada en la NBA con Utah Jazz. Con 2,18 metros de estatura, jugaba en la posición de pívot.

## Trayectoria deportiva

### Universidad
Wright se matriculó en Elizabeth High School en Elizabeth, Nueva Jersey. Luego jugó dos temporadas en la Universidad de Seton Hall, desde 1991 hasta 1993. En su año freshman le costó entrar en el equipo y firmó unos números de 4,8 puntos y 2,8 rebotes. En la temporada 1992-93, como sophomore, mejoró sus promedios hasta los 9 puntos y 7,5 rebotes. Sorprendentemente, sin estar formado como jugador, decidió presentarse al draft de la NBA.

### Profesional
Wright fue elegido en el puesto 18 del draft de 1993 por Utah Jazz. Wright jugó solo 15 partidos durante la única temporada en que jugó en la NBA, promediando 1,3 puntos en 15 partidos.
Después de nueve meses con Utah Jazz, fue diagnosticado con trastorno bipolar y dejó el equipo. En 1996 fue ingresado en un hospital geriátrico, pero salió tras 30 días allí. Utah Jazz firmó un acuerdo con Luther por el que la franquicia le pagaría 153.000 dólares por año durante los próximos 25 años.

## Estadísticas de su carrera en la NBA

### Temporada regular
| Temp.   | Edad | Equipo | Liga | P  | TIT | MIN | TC  | TCA | %TC  | 3P  | 3PA | %3P  | TL  | TLA | %TL  | R.OF. | R.DEF. | REB | ASIS | ROB | TAP | PER | FP  | PTS |
| 1993-94 | 22   | Utah   | NBA  | 15 | 2   | 6.1 | 0.5 | 1.5 | .348 | 0.0 | 0.1 | .000 | 0.2 | 0.3 | .750 | 0.4   | 0.3    | 0.7 | 0.0  | 0.1 | 0.1 | 0.4 | 1.4 | 1.3 |
| Carrera |      |        | NBA  | 15 | 2   | 6.1 | 0.5 | 1.5 | .348 | 0.0 | 0.1 | .000 | 0.2 | 0.3 | .750 | 0.4   | 0.3    | 0.7 | 0.0  | 0.1 | 0.1 | 0.4 | 1.4 | 1.3 |